# Курбонов, Зиёдбек
Зиёдбек Курбонов (Курбанов) (17 февраля 1987) — узбекский футболист, нападающий.

## Биография
В 2006 году играл в первой лиге Узбекистана за «Цементчи» (Кувасай), забил за сезон 6 голов. Затем много лет выступал за клубы Кыргызстана.
В 2007 году играл за «Локомотив» (Джалал-Абад), в его составе стал финалистом Кубка Кыргызстана. В 2009 году, играя за ошский «Алай», стал бронзовым призёром чемпионата Кыргызстана, финалистом Кубка страны и занял второе место в споре бомбардиров сезона с 12 голами. В 2010 году играл за бишкекскую «Алгу», а в 2011 году — снова за «Алай». Включён в символическую сборную легионеров чемпионата 2011 года по версии ФФКР. Сезон 2012 года начал в кантском клубе «Абдыш-Ата», но уже после первых туров вернулся в «Алай» и стал по итогам сезона бронзовым призёром. В чемпионском сезоне 2013 года также был в заявке «Алая».
О дальнейших выступлениях сведений нет.